# 2872 Gentelec
2872 Gentelec è un asteroide della fascia principale del diametro medio di circa 14,68 km. Scoperto nel 1981, presenta un'orbita caratterizzata da un semiasse maggiore pari a 2,7438626 UA e da un'eccentricità di 0,1183178, inclinata di 2,87444° rispetto all'eclittica.